# ババ・ビーン
ババ・ビーン（Bubba Bean 1954年1月26日- ）はテキサス州カービービル出身のアメリカンフットボール選手。ポジションはランニングバック。

## 経歴
高校時代の1969年に、133回のランで1,022ヤードを走り8TD、1970年に202回のランで2,145ヤードを走り32TDをあげて、州のセカンドチームに選ばれた。最終学年の1971年には250回のランで2,365ヤードを走り38TD、この年も州のオールチームに選ばれた。
NCAAの新しいルールにより、1年次から先発出場した選手の1人となった彼は、テキサス農工大学で4シーズン先発RBとしてプレーし、2,846ヤードを走った。4年次の12月にはスポーツ・イラストレイテッドの表紙を飾ったこともある。1975年10月のテキサス工科大学戦では94ヤードのTDランをあげた。この試合で彼は9回のランで180ヤードを獲得した。
1976年のNFLドラフト1巡全体9位でアトランタ・ファルコンズに指名された。1年目の1976年は、128回のランでチームトップの428ヤード（3.5ヤード）を走った。第12週のヒューストン・オイラーズ戦ではジョン・ギリアムへの49ヤードのTDパスを決めた。1977年は、ACLを断裂しシーズンを全休した。1978年に故障から復帰、193回のランで707ヤードを走るとともに、31回のレシーブで209ヤードを獲得した。1979年は新人RBウィリアム・アンドリュースにポジションを奪われ、88回のランで393ヤード（平均4.5ヤード）を獲得した。プロで通算2回のパスを投げて1TD、1INTの成績を残している。
2009年、テキサス州ハイスクールフットボールの殿堂入りを果たした。